# LGBT práva na Faerských ostrovech
Práva leseb, gayů, bisexuálů a translidí (LGBT) jsou na Faerských ostrovech relativně stejná, jako v Dánsku. Nicméně vývoj v oblasti LGBT práv tu byl pomalejší. Přestože je stejnopohlavní sexuální styk na Faerských ostrovech legální od 30. let 20. století, homosexuálním párům nebylo nikdy umožněno uzavřít registrované partnerství. V dubnu 2016 přijal faerský jednokomorový parlament Løgting zákon umožňující homosexuálním párům uzavřít občanský sňatek, včetně uznání všech stejnopohlavních manželství uzavřených v Dánsku i zahraničí a společné adopce dětí. Schválenou legislativu ratifikoval dánský jednokomorový parlament Folketing v dubnu 2017. Účinnou se stala 1. července 2017.

## Zákony týkající se stejnopohlavní sexuální aktivity
Stejnopohlavní sexuální styk je na Faerských ostrovech legální od roku 1933 v rámci jeho dekriminalizace v celém Dánském království. Legální věk způsobilosti byl pro mužský styk stanovený na 18 let. Ačkoliv jej Dánsko a Grónsko v roce 1977 sjednotili v roce 1977 s věkem způsobilosti pro heterosexuály, autonomní Faerské ostrovy tak učinily až v roce 1988.

## Stejnopohlavní soužití
Dánsko umožnilo homosexuálním párům uzavírat manželství v roce 2012 a Grónsko v dubnu 2016. Podobné pokusy byly na Faerských ostrovech dříve zamítány, a to až do konce dubna 2016.
O přijetí dánského zákona o registrovaném partnerství se na Faerských ostrovech diskutovalo v roce 2007, ale nikdy nebyla žádná taková legislativa předložená faerskému parlamentu. V roce 2014 byl zamítnut návrh zákona o stejnopohlavním manželství, těsně před volbami v roce 2015. Po nich byl v září 2015 takový zákon navržen znovu a obsahoval legalizaci občanských sňatků a plných adopčních práv pro homosexuální páry po dánském a grónském vzoru. První čtení proběhlo 24. listopadu 2015 a druhé bylo naplánované na 16. březen 2016, kdy byl poslán zpět výborům kvůli přepracování. A petition against same-sex marriage received 1,262 signatures.
O návrhu se diskutovalo znovu 26. dubna 2016. Parlament zákon přijal ve druhém čtení poměrem hlasů 19:14. Třetí čtení proběhlo 29. dubna 2016 a návrh zákona opět prošel poměrem hlasů 19:14. K plnému dokončení legislativního procesu potřeboval zákon ještě ratifikaci ze strany dánského parlamentu, který tak učinil v dubnu 2017. Ještě ten samý měsíc podepsala zákon o stejnopohlavních sňatcích také dánská královna Markéta II. Zákon se stal účinným 1. července 2017. První svatba proběhla na Faerských ostrovech 6. září 2017.

## Adopce a rodičovství
Přijetím zákona o stejnopohlavním manželství Løgtingem 29. dubna 2016, jeho ratifikací dánským parlamentem 25. dubna 2017 byla legalizovaná také adopce dětí homosexuálními manželskými páry. Zákon nabyl účinnosti 1. července 2017. Adopce dětí je umožněná pouze manželským párům, ne jednotlivcům a nesezdaným párům.

## Ochrana před diskriminací
Dánsko přijalo zákon zakazující homofobní a bifobní diskriminaci v roce 1987. Faerský parlament se podobnou legislativou zabýval v roce 1988, kdy jí zamítl v poměru hlasů 1:17. Další návrh zákona byl projednáván v listopadu 2005, kdy jej parlament opět odmítl v poměru hlasů 12:20. Poslanci hlasující proti argumentovali, že homosexualita jde proti Bibli, a že určitá diskriminace lidí, kteří tak jednají, je legitimní. Výjimkou nebyly u určité urážky ze strany faerských zákonodárců, kteří spojovali rovnoprávnost LGBT lidí s akceptací hříšníků a pedofilů. Hlasování se stalo předmětem silné kritiky z řad islandských politiků.
Navzdory legislativním průtahům se neukázalo přijetí antidiskriminační legislativy jako důležité a opodstatněné, dokud nebyl otevřeně homosexuální muzikant Rasmus Rasmussen napaden ve faerském hlavním městě Tórshavn skupinou pěti mužů. Rasmussenova rodina se pak následně stala terčem výhružných telefonátů. Nicméně faerská policie tento trestný čin nevyhodnotila jako zločin z nenávisti, protože tou dobou zákony nepovažovaly útok z motivu skutečné, či domnělé sexuální orientace oběti za přitěžující okolnost. Internetová petice, které se podařilo nasbírat 20 tisíc podpisů ze všech částí světa, zejména z Dánska, Islandu a Faerských ostrovů pak požadovala po faerském parlamentu neprodlené přijetí zákona proti homofobní a bifobní diskriminaci. Tou samou dobou se skupině osmi žen z Tórshavnu podařilo prostřednictvím emailu získat 2 000 podpisů.
Anketa publikovaná ve faerském deníku Sosialurin pak ukázala, že tento problém silně polarizuje faerskou společnost.
15. prosince 2006 přijal faerský parlament těsnou většinu 17:15 návrh novely antidiskriminačního zákona, který nově chrání i jiné sexuální orientace, včetně související změny trestního zákoníku, která toho, kdo veřejně hanobení jednotlivce, nebo skupinu na základě rasy, barvy pleti, národnosti, etnika, náboženského vyznání nebo sexuální orientace trestná odnětím svobody v délce trvání až dvou let. When the law took effect on 1 January 2007, the Faroe Islands became the last Northern European country to ban discrimination and harassment based on sexual orientation.

## Souhrnný přehled
| Legální stejnopohlavní styk                                                           | (1933)                                       |
| Stejný věk legální způsobilosti k pohlavnímu styku pro obě orientace (15)             | (1988)                                       |
| Antidiskriminační zákony v zaměstnání                                                 | No                                           |
| Antidiskriminační zákony v přístupu ke zboží a službám                                | No                                           |
| Antidiskriminační zákony v ostatních oblastech (homofobní urážky, zločiny z nenávist) | (2007)                                       |
| Zákony proti transfobní diskriminaci                                                  | No                                           |
| Zákony proti homofobní a bifobní diskriminaci                                         | (2007)                                       |
| Stejnopohlavní manželství                                                             | (2017)                                       |
| Právně uznané stejnopohlavní svazky                                                   | (2017)                                       |
| Adopce dítěte partnera                                                                | (2017)                                       |
| Společná adopce dětí stejnopohlavními páry                                            | (2017)                                       |
| LGBT lidé smějí otevřeně sloužit v armádě                                             | (Dánsko odpovídá za obranu souostroví; 1978) |
| Možnost změny pohlaví                                                                 | (Navrženo)                                   |
| Umělé oplodnění pro lesbické páry                                                     | No                                           |
| Náhradní mateřství pro gay páry                                                       | (Zakázané i pro heterosexuální páry)         |
| MSM smějí darovat krev                                                                | [ 24 ]                                       |